# Prospalta violascens
Prospalta violascens är en fjärilsart som beskrevs av George Francis Hampson 1914. Prospalta violascens ingår i släktet Prospalta och familjen nattflyn. Inga underarter finns listade i Catalogue of Life.